# Historia Malty
Malta ma długą historię sięgającą tysięcy lat. Leżący na południe od włoskiej Sycylii archipelag był zamieszkiwany i podbijany przez różne ludy i państwa. Cywilizacja na Malcie zaczęła rozwijać się ponad 7000 lat temu. W jaskini Għar Dalam odnaleziono ceramikę stworzoną przez człowieka z około 5000 r. p.n.e. Pierwsze większe budowle na Malcie – megalityczne świątynie zaczęto budować około 3600 r. p.n.e. Są one najstarszymi stojącymi budowlami w Europie i jednymi z najstarszych na świecie, są starsze niż piramidy w Egipcie. W podobnym okresie powstało Hypogeum Ħal Saflieni. Spuścizną tych budowli jest kilkanaście ruin, z czego siedem zostało wpisane na listę światowego dziedzictwa UNESCO. Przez następne wieki wyspy maltańskie były pod panowaniem m.in. Fenicjan i Kartaginy (800–218 p.n.e.), Starożytnego Rzymu (218 p.n.e. – 870 n.e.), Arabów (870–1091), Hrabstwa i Królestwa Sycylii (1091–1530), Zakonu Maltańskiego (1530–1798) oraz Wielkiej Brytanii (1800–1964/1974). Losy wysp maltańskich mają dziś odzwierciedlenie w kulturze, języku i architekturze, czego przykładem jest Valletta z 320 zabytkami, czyniąc ją jednym z najbardziej zagęszczonych obszarów zabytkowych na świecie. Także ona została wpisana na listę światowego dziedzictwa UNESCO. Obecnie Malta jest republiką parlamentarną i członkiem Unii Europejskiej.

## Cywilizacja maltańska

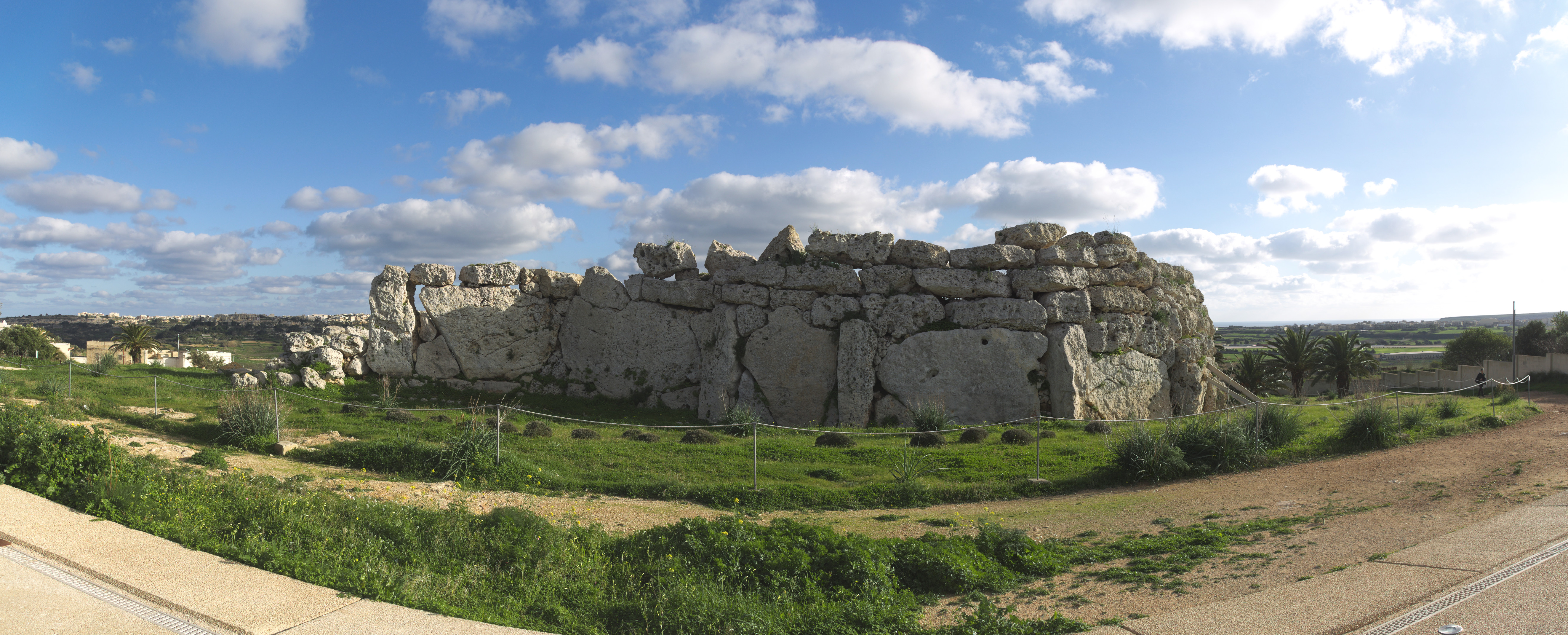
Świątynia Ġgantija z 3600 r. p.n.e.

Pierwsze ślady ludzkiego osadnictwa na Malcie sięgają 5 tys. lat p.n.e. i zostały znalezione w jaskini Għar Dalam na południu wyspy. Archeologiczne wykopaliska na wyspie Gozo wskazują na pozostałości świątyń megalitycznych z ok. 3200 p.n.e., najstarszych wolno stojących budowli na świecie. Obecność licznych świątyń zdaje się potwierdzać teorię, że Malta miała duże znaczenie sakralne dla neolitycznych społeczności basenu Morza Śródziemnego.

## Malta pod obcymi rządami

### Rządy Fenicjan i Kartaginy (800–218 p.n.e.)
W IX w. p.n.e. została skolonizowana przez Fenicjan, co zakończyło okres prahistorii w dziejach Malty. Nowi mieszkańcy zakończyli czasy izolacji wyspy i nawiązali szerokie kontakty handlowe z sąsiednimi ludami. W 480 p.n.e. przeszła pod panowanie Kartagińczyków, którzy pozostali tam przez dwa kolejne wieki.

### Rządy starożytnego Rzymu (218 p.n.e. – 454 n.e.), barbarzyńców (454 – 533) i Bizancjum (533-870)

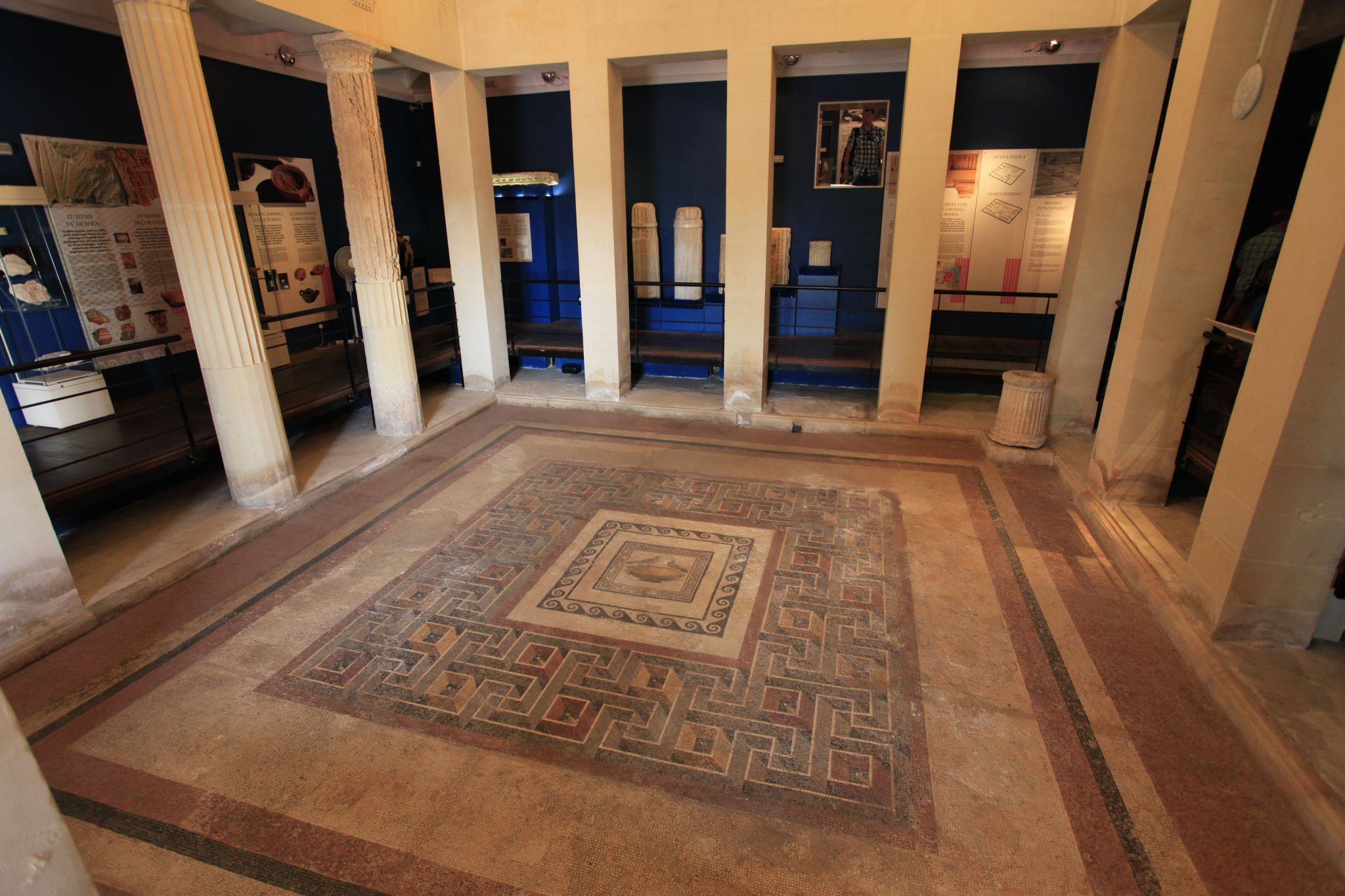
Mozaika z czasów rzymskich w muzeum Domvs Romana.

W 218 p.n.e. Malta stała się częścią Republiki Rzymskiej, a później Cesarstwa Rzymskiego, m.in. jako część prowincji Sycylia oraz temu Sycylia. W 60 r. na wyspie przebywał św. Paweł, prowadząc tam misje chrześcijańskie (Dz. 28,1). Po podziale Cesarstwa Rzymskiego w 395 roku, wyspa znalazła się w granicach Cesarstwa Zachodniorzymskiego. W latach 454–464 terytorium posiadali Wandalowie, a od 464, Ostrogoci. W 533 roku Cesarstwo Wschodniorzymskie, w ramach rekonkwisty Justyniana I, przejęło wyspę.

### Rządy arabskie (870–1091)
W 870 podbita przez berberyjską dynastię Aghlabidów z Afryki Północnej
(od 839 pierwsze arabsko-muzułmańskie wypady na wyspę, odparte przez Bizantyńczyków). W latach 909–1091 Malta weszła w skład Kalifatu Fatymidzkiego/kalifatu fatymidów. Cywilizacja arabska wywarła ogromny wpływ na ukształtowanie się kultury maltańskiej (głównie w dziedzinie języka); wpływy te pozostawały wyraźne aż do XIII w. Zobacz też: Emirat Sycylii.

### Rządy Sycylijczyków (1091–1530)
W 1091 muzułmanie zostali wyparci przez Normanów, co związało losy Malty z Sycylią. W latach 1091–1530 część Hrabstwa Sycylii oraz Królestwa Sycylii. W latach 1266–1283 w posiadaniu Andegawenów. W 1283 zajęta przez Aragończyków, którzy w 1492 wygnali z Malty Żydów.

### Rządy joannitów (1530–1798)

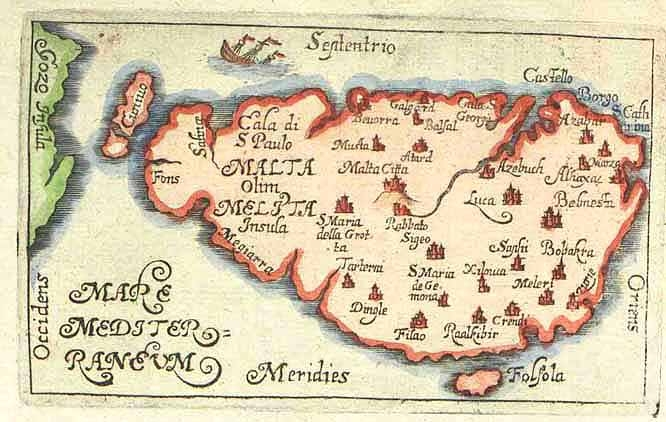
mapa Malty z XVI w.

23 marca 1530 król Hiszpanii Karol V Habsburg podpisał akt, na mocy którego wyspa Malta została przekazana zakonowi joannitów (kawalerów rodyjskich, później kawalerów maltańskich). Rozpoczął się wówczas złoty okres w dziejach wyspy.
W 1565 joannici obronili wyspę przed atakiem Turków (Wielkie Oblężenie Malty). W 1566 wielki mistrz zakonu Jean de la Valette założył nową stolicę, nazwaną później Valletta, do której w 1571 została przeniesiona siedziba zakonu. Joannici wznieśli wiele fortyfikacji i spowodowali, że Malta zaczęła odgrywać ważną rolę na scenie europejskiej.

### Rządy Francuzów (1798–1800)
W 1798 wielki mistrz Ferdynand von Hompesch poddał wyspę Napoleonowi Bonapartemu. Obecność Francuzów wywołała powstanie miejscowej ludności.

### Rządy brytyjskie (1800–1964)
W 1800 roku Wielka Brytania objęła Maltę opieką w imieniu Królestwa Obojga Sycylii, a we wrześniu 1800 wyspa została włączona do Korony brytyjskiej. W 1802 układ, zwany pokojem w Amiens, zwrócił wyspę joannitom, ale na skutek oporu miejscowej ludności pozostała ona w rękach Brytyjczyków, a 1814 w wyniku traktatu paryskiego stała się kolonią Wielkiej Brytanii i ważnym punktem strategicznym na Morzu Śródziemnym jako kolejny etap brytyjskiego podboju Wschodu. W 1843 została ustalona pisownia języka maltańskiego, który stał się językiem literackim, w 1882 został on wprowadzony do szkół, obok włoskiego, w 1934 język maltański został uznany za oficjalny.
W 1887 ogłoszono pierwszą konstytucję kolonii, zawieszoną w 1903. W 1921 została uchwalona druga konstytucja, zawieszona w 1930.

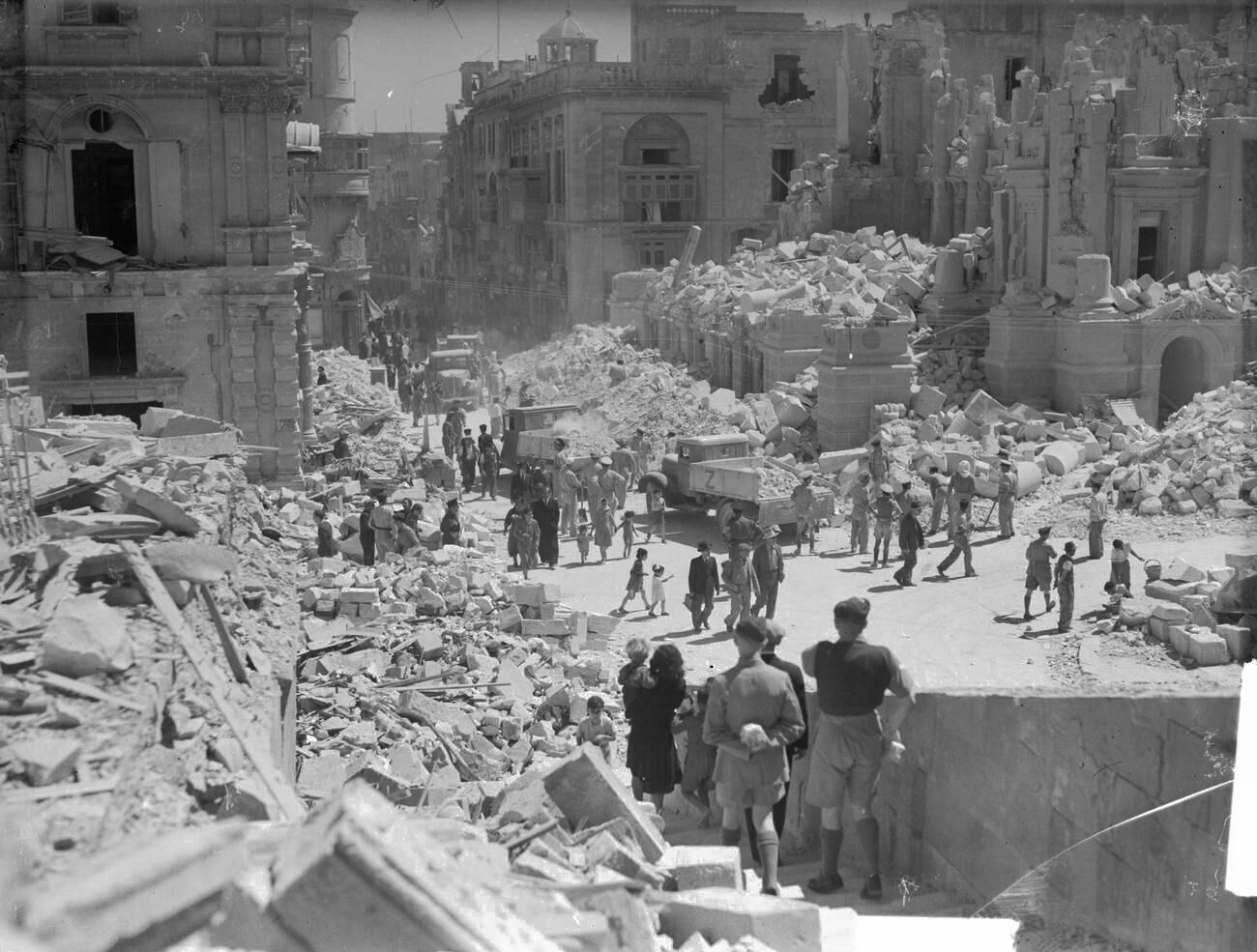
Cywile na zniszczonych ulicach stolicy kraju po nalotach niemieckich

W czasie II wojny światowej w latach 1940–1943 Malta była ważną brytyjską bazą morską i lotniczą w środkowej części Morza Śródziemnego oraz celem wielu nalotów włoskich i niemieckich z baz na Sycylii (tzw. bitwa powietrzno-morska o Maltę). Po zakończeniu działań wojennych Maltańczycy otrzymali autonomię wewnętrzną i zaczęli dążyć do samostanowienia. Ruchem tym kierowała Partia Pracy. W 1947 została ogłoszona trzecia konstytucja. W 1962 proklamowano Państwo Malty jako część brytyjskiej Wspólnoty Narodów. Brytyjczycy kontrolowali politykę zagraniczną Malty i sprawy obrony.

## Niepodległa Malta (od 1964)
Od 21 września 1964 niepodległa, została członkiem ONZ. Wielka Brytania zachowała jednak prawo do zachowania baz wojskowych na wyspie do 1967, kiedy to Malta wypowiedziała układ. W 1971 po długich i trudnych rokowaniach zawarto prowizoryczne porozumienie maltańsko-brytyjskie, renegocjowane w 1972. Od 1974 republika, której pierwszym prezydentem był Anthony Mamo. Ostatni żołnierze brytyjscy opuścili Maltę 31 marca 1979. We wrześniu 1980 zostało zawarte porozumienie z Włochami, gwarantujące neutralność Malty. Na początku lat 80. przeprowadzono istotne reformy wewnętrzne, w tym nacjonalizację najważniejszych sektorów gospodarki, m.in. bankowości, transportu i telekomunikacji. W 1983 nastąpiło wywłaszczenie własności kościelnej, w 1993 wprowadzono ponownie samorząd lokalny, w latach 1999–2004 stanowisko prezydenta państwa sprawował Guido de Marco. Po podpisaniu traktatu akcesyjnego z Unią Europejską Malta od 1 maja 2004 stała się członkiem Wspólnoty. Obecnym prezydentem Malty jest George William Vella. W 2008 walutą maltańską stało się euro.
Od 1 stycznia do 31 lipca 2017 roku, Malta przewodniczyła Radzie Unii Europejskiej.
W 2020 w kraju wybuchła pandemia COVID-19.